# L'Ennemi (revue littéraire)
Pour les articles homonymes, voir L'Ennemi.
L'Ennemi est une revue littéraire créée par Gérard-Georges Lemaire publiée par Christian Bourgois éditeur, qui eut 17 livraisons de 1980 à 1996.